# Ilka Teichmüller
Ilka Teichmüller (* 15. November 1970 in Weimar) ist eine deutsche Schauspielerin und Synchronsprecherin.

## Leben
Ilka Teichmüller studierte an der Filmhochschule „Konrad Wolf“ in Potsdam-Babelsberg und schloss ihre Schauspielausbildung 1992 mit Diplom ab. Sie spielte unter anderem an deutschen Bühnen wie Hebbel am Ufer Berlin, Maxim-Gorki-Theater Berlin, Sophiensæle Berlin, Theater unterm Dach (Berlin), Staatsschauspiel Dresden, Theaterhaus Jena, Hans Otto Theater Potsdam oder Staatstheater Stuttgart und arbeitet als Bühnen-, wie auch Fernsehschauspielerin sowie als Sprecherin für Radio- und Fernsehproduktionen, Audiodeskription, Museumsführer, Synchron u. a.
2012 bis 2014 drehte sie in Antwerpen (Belgien) im Hauptcast als Ruth Melle für die Fernsehserie Hotel 13.
Im September 2015 erschien ihr erstes Hörbuch für Kinder ab 5 Jahre: „Frohe Weihnachten, Zwiebelchen.“
Ilka Teichmüller lebt in Berlin.

## Filmografie (Auswahl)
- 1998: Lieber Professor Bohrmann
- 1995: Im Namen des Gesetzes (Fernsehserie, Folge 2x21)
- 1995: Der Sandmann
- 1996: Für alle Fälle Stefanie (Fernsehserie, Folge 2x25)
- 1996–1997: Mit einem Bein im Grab (Fernsehserie, sechs Folgen)
- 1997: Die Wache (Fernsehserie, Folge 4x09)
- 1998, 2002: Alphateam – Die Lebensretter im OP (Fernsehserie, zwei Folgen)
- 1998: St. Angela
- 2001: Dr. Stefan Frank – Der Arzt, dem die Frauen vertrauen – Eine Form von Gewalt (Fernsehserie)
- 2003: Studienzeit
- 2003: Adamski
- 2003–2008: In aller Freundschaft (Fernsehserie, drei Folgen)
- 2004: hamlet ff
- 2006: Die Weihnachtswette
- 2009: In aller Freundschaft (Fernsehserie, Folge 428: Der Hang zum Überschwang)
- 2010: Familie Dr. Kleist (Fernsehserie, Folge 4x08)
- 2010: Drei gegen einen
- 2011: Die Lehrerin
- 2012–2014: Hotel 13 (Fernsehserie, 176 Folgen)
- 2017: SOKO Wismar (Fernsehserie, Folge 15x13)
- 2017: Der Barcelona-Krimi

## Synchronisation
- 2011: Yoshiku Takemura in Haruka und der Zauberspiegel als Puppeteers Ehefrau
- 2013–2019: Shelby Rabara in Steven Universe als Peridot
- 2016: Eve Myles in Victoria als Mrs. Jenkins
- 2017–2021: Paget Brewster in DuckTales als Della Duck
- seit 2017: Kristen Bell, Gil Ozeri und Chelsea Peretti in Big Mouth als Pam, Wiggles und Cellsea
- 2021: Dele Ogundiran in Navy CIS als Shelby Roberts
- 2022: Patricia Rae in Navy CIS: L.A. als Anna Jenkins
- 2023: Pam Trotter in Navy CIS: L.A. als Loretta Dawson

## Hörbücher (Auswahl)
- 2015: Frohe Weihnachten, Zwiebelchen! von Frida Nilsson, Argon Verlag, ISBN 978-3-8398-4110-5 (ausgezeichnet von der hr2-Hörbuchbestenliste)
- 2016: Sommertraum mit Aussicht von Brenda Bowen, Argon Verlag, ISBN 978-3-8398-1475-8
- 2016: Club der Heldinnen: Entführung im Internat von Nina Weger, ISBN 978-3-8373-0995-9
- 2017: Club der Heldinnen: Hochverrat im Internat von Nina Weger, ISBN 978-3-8373-1029-0
- 2017: Professor Murkes streng geheimes Lexikon der ausgestorbenen Tiere, die es nie gab von Andrea Schomburg und Dorothee Mahnkopf, Sauerländer audio, ISBN 978-3-8398-4882-1
- 2017: Flo und der Schnüffel-Büffel von Max Moor, Argon Verlag, ISBN 978-3-8398-4143-3
- 2017: Scythe – Die Hüter des Todes von Neal Shusterman, Argon Verlag, ISBN 978-3-8398-1564-9
- 2017: Wolkenschloss von Kerstin Gier, Argon Verlag, ISBN 978-3-8398-4162-4
- 2018: Scythe – Der Zorn der Gerechten von Neal Shusterman, Argon Verlag, ISBN 978-3-8398-5189-0
- 2018: Das Mädchen, das im Buchladen gefunden wurde von Sylvia Bishop, Argon Verlag, ISBN 978-3-8398-4184-6
- 2019: Mein glückliches Leben von Rose Lagercrantz, Sauerländer audio, ISBN 978-3-8398-4938-5
- 2019: Mein Herz hüpft und lacht von Rose Lagercrantz, Sauerländer audio, ISBN 978-3-8398-4939-2
- 2019: Alles soll wie immer sein von Rose Lagercrantz, Sauerländer audio, ISBN 978-3-8398-4937-8
- 2019: Was und erinnern lässt von Kati Naumann, Harper Collins bei Lübbe Audio, ISBN 3-95967-247-0
- 2020: Du mein Ein und Alles von Rose Lagercrantz, Sauerländer audio, ISBN 978-3-8398-4964-4
- 2020: Wann sehen wir uns wieder? von Rose Lagercrantz, Sauerländer audio, ISBN 978-3-8398-4965-1
- 2020: Glücklich ist, wer Dunne kriegt von Rose Lagercrantz, Sauerländer audio, ISBN 978-3-8398-4963-7
- 2020: So glücklich wie noch nie? von Rose Lagercrantz, Sauerländer audio, ISBN 978-3-8398-4975-0
- 2021: Was macht der Kater, wenn ich schlafe? von Silke Lambeck, Sauerländer audio, ISBN 978-3-8398-4986-6
- 2022: Am liebsten sitzen alle in der Küche von Julia Karnick, USM Audio, ISBN 978-3-8032-9293-3
- 2022: Sommer mit Krähe (und ziemlich vielen Abenteuern) von Frida Nilsson, Sauerländer audio, ISBN 978-3-8398-4405-2
- 2023: Krähes wilder Piratensommer von Frida Nilsson, Sauerländer audio, ISBN 978-3-8398-4416-8
- 2024: Pina Ponyhexe – Eine magische Freundschaft von Marlene Jablonski, Argon Verlag, ISBN 978-3-8398-4324-6

## Hörspiele
- 2015: Joachim Ringelnatz: …liner Roma (Wiga) – Bearbeitung und Regie: Thomas Gerwin (Hörspiel – RBB)
- 2017: Megumi Iwasa: Viele Grüße, Deine Giraffe – Bearbeitung und Regie: Dirk Kauffels (Hörspiel – Sauerländer audio), ISBN 978-3-8398-4900-2 (ausgezeichnet mit dem Deutschen Kinderhörbuchpreis BEO 2018)
- 2018: Megumi Iwasa: Viele Grüße vom Kap der Wale – Bearbeitung und Regie: Dirk Kauffels (Hörspiel – Sauerländer audio), ISBN 978-3-8398-4921-7 (ausgezeichnet mit der hr2-Hörbuchbestenliste)
- 2019: Megumi Iwasa: Viele Grüße von der Seehundinsel – Bearbeitung und Regie: Dirk Kauffels (Hörspiel – Sauerländer audio), ISBN 978-3-8398-4955-2